# Saison 2011 de l'équipe cycliste Liquigas-Cannondale
La saison 2011 de l'équipe cycliste Liquigas-Cannondale est la septième de l'équipe italienne depuis que le sponsor Liquigas a fait son retour dans le cyclisme en 2005. En tant qu'équipe WorldTour, l'équipe participe à l'ensemble du calendrier de l'UCI World Tour du Tour Down Under en janvier et au Tour de Lombardie en octobre. Parallèlement au World Tour, Liquigas-Cannondale peut participer aux courses des circuits continentaux de cyclisme.
L'équipe Liquigas-Cannondale remporte un total de 30 victoires en 2011, non seulement sur le circuit World Tour mais également sur des épreuves de l'UCI Europe Tour, de l'UCI America Tour et de l'UCI Asia Tour. Le coureur le plus titré est Peter Sagan avec 15 victoires tandis que le meilleur coureur de l'équipe au classement UCI World Tour est Vincenzo Nibali avec sa onzième place. L'équipe italienne termine huitième du classement par équipes.

## Préparation de la saison 2011

### Arrivées et départs
| Arrivées             | Équipe 2010                                     |
| -------------------- | ----------------------------------------------- |
| Eros Capecchi        | Footon-Servetto                                 |
| Damiano Caruso       | De Rosa-Stac Plastic                            |
| Mauro Da Dalto       | Lampre-Farnese Vini                             |
| Timothy Duggan       | Garmin-Transitions                              |
| Ted King             | Cervélo Test                                    |
| Paolo Longo Borghini | ISD-Neri                                        |
| Alan Marangoni       | Colnago-CSF Inox                                |
| Dominik Nerz         | Milram                                          |
| Simone Ponzi         | Lampre-Farnese Vini                             |
| Cristiano Salerno    | De Rosa-Stac Plastic                            |
| Cameron Wurf         | Androni Giocattoli-Serramenti PVC Diquigiovanni |

| Départs               | Équipe 2011          |
| --------------------- | -------------------- |
| Daniele Bennati       | Leopard-Trek         |
| Francesco Chicchi     | Quick Step           |
| Robert Kišerlovski    | Astana               |
| Roman Kreuziger       | Astana               |
| Aliaksandr Kuschynski | Katusha              |
| Franco Pellizotti     | suspendu pour dopage |
| Manuel Quinziato      | BMC Racing           |
| Ivan Santaromita      | BMC Racing           |
| Brian Vandborg        | Saxo Bank-Sungard    |
| Frederik Willems      | Omega Pharma-Lotto   |
| Oliver Zaugg          | Leopard-Trek         |

## Déroulement de la saison
L'équipe commence sa saison au Tour Down Under le 16 janvier 2011 en Australie, et la termine lors de la Japan Cup au Japon le 22 octobre 2011.

## Coureurs et encadrement technique

### Effectif
| Cycliste             | Date de naissance | Nationalité | Équipe 2010                                     |
| -------------------- | ----------------- | ----------- | ----------------------------------------------- |
| Valerio Agnoli       | 6 janvier 1985    | Italie      | Liquigas-Doimo                                  |
| Ivan Basso           | 26 novembre 1977  | Italie      | Liquigas-Doimo                                  |
| Francesco Bellotti   | 6 août 1979       | Italie      | Liquigas-Doimo                                  |
| Maciej Bodnar        | 7 mars 1985       | Pologne     | Liquigas-Doimo                                  |
| Eros Capecchi        | 13 juin 1986      | Italie      | Footon-Servetto                                 |
| Damiano Caruso       | 12 octobre 1987   | Italie      | De Rosa-Stac Plastic                            |
| Davide Cimolai       | 13 août 1989      | Italie      | Liquigas-Doimo                                  |
| Mauro Da Dalto       | 8 avril 1981      | Italie      | Lampre-Farnese Vini                             |
| Tiziano Dall'Antonia | 26 juillet 1983   | Italie      | Liquigas-Doimo                                  |
| Timothy Duggan       | 14 novembre 1982  | États-Unis  | Garmin-Transitions                              |
| Mauro Finetto        | 10 mai 1985       | Italie      | Liquigas-Doimo                                  |
| Jacopo Guarnieri     | 14 août 1987      | Italie      | Liquigas-Doimo                                  |
| Ted King             | 31 janvier 1983   | États-Unis  | Cervélo Test                                    |
| Kristjan Koren       | 25 novembre 1986  | Slovénie    | Liquigas-Doimo                                  |
| Paolo Longo Borghini | 10 décembre 1980  | Italie      | ISD-Neri                                        |
| Alan Marangoni       | 16 juillet 1984   | Italie      | Colnago-CSF Inox                                |
| Dominik Nerz         | 25 août 1989      | Allemagne   | Milram                                          |
| Vincenzo Nibali      | 14 novembre 1984  | Italie      | Liquigas-Doimo                                  |
| Daniel Oss           | 13 janvier 1987   | Italie      | Liquigas-Doimo                                  |
| Maciej Paterski      | 12 septembre 1986 | Pologne     | Liquigas-Doimo                                  |
| Simone Ponzi         | 17 janvier 1987   | Italie      | Lampre-Farnese Vini                             |
| Fabio Sabatini       | 18 février 1985   | Italie      | Liquigas-Doimo                                  |
| Juraj Sagan          | 23 décembre 1988  | Slovaquie   | Liquigas-Doimo                                  |
| Peter Sagan          | 26 janvier 1990   | Slovaquie   | Liquigas-Doimo                                  |
| Cristiano Salerno    | 18 février 1985   | Italie      | De Rosa-Stac Plastic                            |
| Sylwester Szmyd      | 2 mars 1978       | Pologne     | Liquigas-Doimo                                  |
| Alessandro Vanotti   | 16 septembre 1980 | Italie      | Liquigas-Doimo                                  |
| Elia Viviani         | 7 février 1989    | Italie      | Liquigas-Doimo                                  |
| Cameron Wurf         | 3 août 1983       | Australie   | Androni Giocattoli-Serramenti PVC Diquigiovanni |
| Stagiaire            | Date de naissance | Nationalité | Équipe 2011                                     |
| Stefano Agostini     | 1er mars 1989     | Italie      |                                                 |
| Moreno Moser         | 25 décembre 1990  | Italie      |                                                 |

### Encadrement
Pour la saison 2011, le manager de l'équipe est Roberto Amadio à la tête de l'équipe depuis sa création. Six directeurs sportifs l'accompagnent et sont chargés d'encadrer les coureurs : Alberto Volpi, Stefano Zanatta, Mario Scirea, Biagio Conte, Dario Mariuzzo et Paolo Slongo. Alberto Volpi est, tout comme Biagio Conte, directeur sportif dans l'équipe depuis 2010. Il fut auparavant directeur sportif de la Fassa Bortolo (entre 2000 et 2005) et de l'équipe Barloworld (entre 2006 et 2009). En tant que coureur, il fut coéquipier de Roberto Amadio, Stefano  Zanatta et Mario Scirea dans l'équipe Chateau d'Ax entre 1988 et 1990 et de Dario Mariuzzo à la Gewiss-Bianchi entre 1987 et 1989. Stefano Zanatta et Dario Mariuzzo font partie de l'encadrement depuis 2005 tandis que Mario Scerea a rejoint le staff en 2006. Paolo Slongo, aussi responsable de la préparation de l'équipe, est arrivé en 2008 après avoir été directeur technique en équipe nationale italienne,.
L'encadrement médical de l'équipe est composé des médecins Emilio Magni, Roberto Corsetti et Antonio Angelucci. Le premier a exercé cette fonction dans les équipes Mercatone Uno et Fassa Bortolo. Le second est aussi président de l’association des médecins italiens du cyclisme.

## Bilan de la saison

### Victoires
| Date       | Course                                               | Pays       | Classe | Vainqueur        |
| ---------- | ---------------------------------------------------- | ---------- | ------ | ---------------- |
| 05/02/2011 | Grand Prix de la côte étrusque                       | Italie     | 1.1    | Elia Viviani     |
| 11/02/2011 | Tour de Mumbai I                                     | Inde       | 1.2    | Elia Viviani     |
| 21/02/2011 | 1re étape du Tour de Sardaigne                       | Italie     | 2.1    | Peter Sagan      |
| 24/02/2011 | 3e étape du Tour de Sardaigne                        | Italie     | 2.1    | Peter Sagan      |
| 25/02/2011 | 4e étape du Tour de Sardaigne                        | Italie     | 2.1    | Peter Sagan      |
| 26/02/2011 | Classement général du Tour de Sardaigne              | Italie     | 2.1    | Peter Sagan      |
| 27/02/2011 | Grand Prix de Lugano                                 | Suisse     | 1.1    | Ivan Basso       |
| 31/03/2011 | 3ea étape des Trois Jours de La Panne                | Belgique   | 2.HC   | Jacopo Guarnieri |
| 20/05/2011 | 5e étape du Tour de Californie                       | États-Unis | 2.HC   | Peter Sagan      |
| 24/05/2011 | 16e étape du Tour d'Italie                           | Italie     | WT     | Vincenzo Nibali  |
| 26/05/2011 | 18e étape du Tour d'Italie                           | Italie     | WT     | Eros Capecchi    |
| 13/06/2011 | 3e étape du Tour de Suisse                           | Suisse     | WT     | Peter Sagan      |
| 17/06/2011 | 1re étape du Tour de Slovénie                        | Slovénie   | 2.1    | Elia Viviani     |
| 18/06/2011 | 8e étape du Tour de Suisse                           | Suisse     | WT     | Peter Sagan      |
| 26/06/2011 | Championnat de Slovaquie sur route                   | Tchéquie   | CN     | Peter Sagan      |
| 02/07/2011 | Grand Prix Kranj                                     | Slovénie   | 1.1    | Simone Ponzi     |
| 15/07/2011 | Grand Prix Nobili Rubinetterie-Coppa Città di Stresa | Italie     | 1.1    | Elia Viviani     |
| 16/07/2011 | Grand Prix Nobili Rubinetterie-Coppa Papà Carlo      | Italie     | 1.1    | Simone Ponzi     |
| 03/08/2011 | 4e étape du Tour de Pologne                          | Pologne    | WT     | Peter Sagan      |
| 05/08/2011 | 5e étape du Tour de Pologne                          | Pologne    | WT     | Peter Sagan      |
| 06/08/2011 | Classement général du Tour de Pologne                | Pologne    | WT     | Peter Sagan      |
| 25/08/2011 | 6e étape du Tour d'Espagne                           | Espagne    | WT     | Peter Sagan      |
| 26/08/2011 | 4e étape du Tour du Colorado                         | États-Unis | 2.1    | Elia Viviani     |
| 27/08/2011 | 5e étape du Tour du Colorado                         | États-Unis | 2.1    | Elia Viviani     |
| 28/08/2011 | 6e étape du Tour du Colorado                         | États-Unis | 2.1    | Daniel Oss       |
| 01/09/2011 | 12e étape du Tour d'Espagne                          | Espagne    | WT     | Peter Sagan      |
| 07/09/2011 | 2e étape du Tour de Padanie                          | Italie     | 2.1    | Elia Viviani     |
| 09/09/2011 | 4e étape du Tour de Padanie                          | Italie     | 2.1    | Ivan Basso       |
| 10/09/2011 | Classement général du Tour de Padanie                | Italie     | 2.1    | Ivan Basso       |
| 11/09/2011 | 21e étape du Tour d'Espagne                          | Espagne    | WT     | Peter Sagan      |
| 18/09/2011 | Grand Prix de l'industrie et du commerce de Prato    | Italie     | 1.1    | Peter Sagan      |
| 08/10/2011 | 4e étape du Tour de Pékin                            | Chine      | WT     | Elia Viviani     |

### Résultats sur les courses majeures
Les tableaux suivants représentent les résultats de l'équipe dans les principales courses du calendrier international (les cinq classiques majeures et les trois grands tours). Pour chaque épreuve est indiqué le meilleur coureur de l'équipe, son classement ainsi que les accessits glanés par Liquigas-Cannondale sur les courses de trois semaines.

#### Classiques
| Classique            | Milan-San Remo       | Tour des Flandres    | Paris-Roubaix    | Liège-Bastogne-Liège | Tour de Lombardie |
| -------------------- | -------------------- | -------------------- | ---------------- | -------------------- | ----------------- |
| Coureur (classement) | Vincenzo Nibali (8e) | Kristjan Koren (95e) | Daniel Oss (77e) | Vincenzo Nibali (8e) | Ivan Basso (4e)   |

#### Grands tours
| Grand tour           | Tour d'Italie                                                                | Tour de France  | Tour d'Espagne                     |
| -------------------- | ---------------------------------------------------------------------------- | --------------- | ---------------------------------- |
| Coureur (classement) | Vincenzo Nibali (2e)                                                         | Ivan Basso (7e) | Vincenzo Nibali (7e)               |
| Accessits            | 2 victoires d'étapes (Vincenzo Nibali et Eros Capecchi) et Prix du Fair-Play | -               | 3 victoires d'étapes (Peter Sagan) |

### Classement UCI
L'équipe Liquigas-Cannondale termine à la septième place du World Tour avec 837 points. Ce total est obtenu par l'addition des points des cinq meilleurs coureurs de l'équipe au classement individuel que sont Vincenzo Nibali, 7e avec 310 points, Ivan Basso, 14e avec 250 points, Peter Sagan, 21e avec 198 points, Simone Ponzi, 80e avec 54 points, et Eros Capecchi, 116e avec 25 points,.
| Rang | Coureur         | Points |
| ---- | --------------- | ------ |
| 7    | Vincenzo Nibali | 310    |
| 14   | Ivan Basso      | 250    |
| 21   | Peter Sagan     | 198    |
| 80   | Simone Ponzi    | 54     |
| 116  | Eros Capecchi   | 25     |
| 152  | Elia Viviani    | 9      |
| 161  | Daniel Oss      | 6      |
| 173  | Damiano Caruso  | 5      |
| 181  | Dominik Nerz    | 4      |
| 185  | Valerio Agnoli  | 4      |
| 224  | Fabio Sabatini  | 1      |